# Diptychophora galvani
Diptychophora galvani é uma espécie de traças pertencente à família Crambidae. Mede cerca de um centímetro de envergadura, e é facilmente distinguida de todas as espécies semelhantes, pelo padrão de cores de suas asas anteriores, alaranjadas nas bases e pontas, com uma grande mancha cinza ao meio; um padrão não encontrado em nenhuma outra espécie de Diptychophora. A fêmea tem asas posteriores acinzentadas, enquanto no macho são inteiramente brancas. A genitália do macho e da fêmea também são bastante diferentes das de outras espécies deste gênero. A biologia desta espécie – inclusive qual a planta hospedeira do estágio larval – ainda é inteiramente desconhecida, embora algumas espécies da tribo Diptychophorini sejam conhecidas por se alimentarem de musgos.
Diptychophora galvani é conhecida apenas do Brasil, onde foi coletada nos Estados de Mato Grosso e Minas Gerais, a 700-800 m de altitude. Habita a ecorregião do Cerrado, composta por matas de galeria e savanas, com estação seca. Foi coletada pela primeira vez em 1982 por Vitor O. Becker, mas sua descrição por Bernard Landry e Becker só foi publicada em 2021. Seu epíteto específico, galvani, homenageia Ricardo Galvão, físico brasileiro que dirigiu o Instituto Nacional de Pesquisas Espaciais do Brasil, e foi demitido em 2019 por se opor publicamente ao presidente brasileiro Jair Bolsonaro, um notório negacionista no que se refere a mudanças climáticas. Este último alegou que os dados produzidos pelo Instituto, que demonstram o aumento substancial do desmatamento da Floresta Amazônica após sua ascensão ao poder, incluindo incêndios devastadores em 2019, eram falsos. Os descritores da espécie dedicam a espécie a Galvão por "sua coragem diante da adversidade profissional", mas também porque a cor das asas da borboleta lembra a dos incêndios florestais. A mariposa é nomeada "espécie do ano 2022 da Swiss Systematics Society".

## Descrição
Diptychophora galvani mede 10–12 mm de envergadura, com asas anteriores de 4,5 mm de comprimento no macho e 5,0–5,5 mm na fêmea. A espécie é facilmente distinguida de todas as outras espécies semelhantes ao gênero Diptychophora pelo notável padrão de suas asas anteriores, que apresentam duas grandes áreas alaranjadas, uma distal (na ponta da asa) e outra proximal (na base da asa), esta última delimitada por grossas linhas marrom-escuras. Essas duas áreas laranja são separadas por uma grande seção mediana cinza (meio). As asas posteriores são brancas nos machos e acinzentadas nas fêmeas.
Em relação à genitália do macho, o uncus alongado que se funde com o tegumen é uma característica diagnóstica única. Na fêmea, a bolsa copuladora é adornada com dois elementos esclerotizados (os signa bursae) – um muito grande e em forma de crescente ou bumerangue, enquanto o outro é pequeno, alongado-arredondado e dobrado. Esta morfologia não é encontrada em nenhuma outra espécie do gênero Diptychophora.

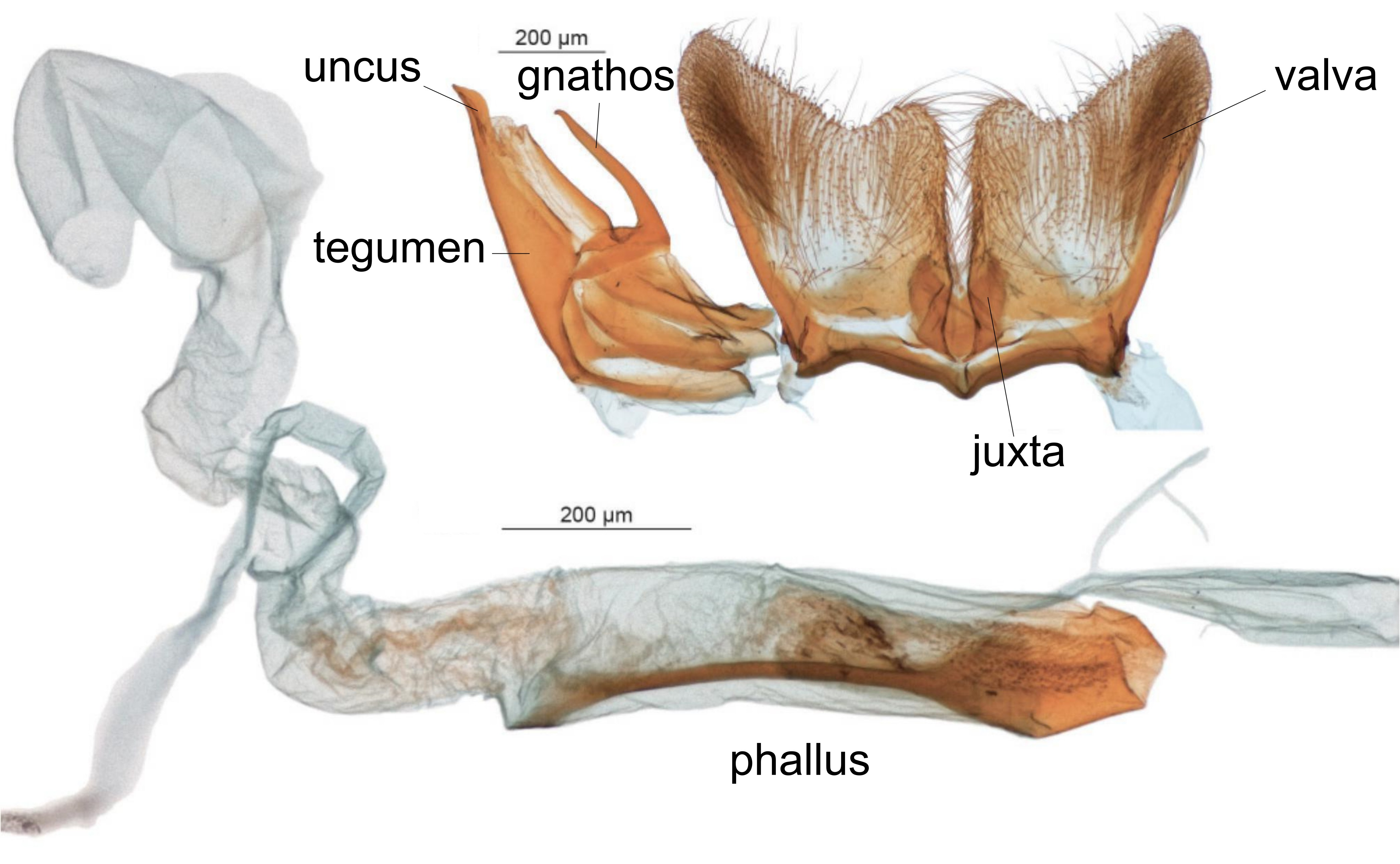
Genitália masculina de Diptychophora galvani.
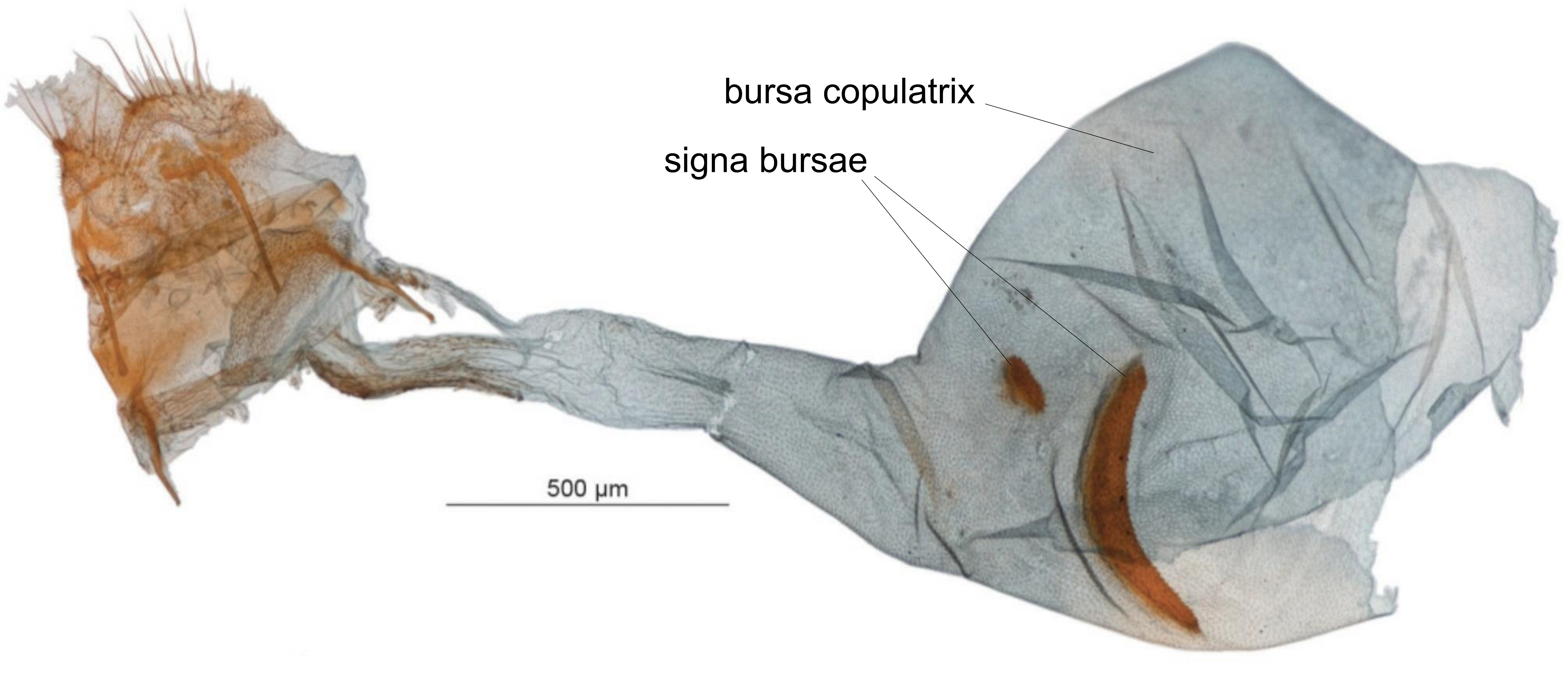
Genitália feminina de Diptychophora galvani.

## Ecologia
Os espécimes disponíveis para a descrição da espécie foram atraídos pela luz noturna com uma lâmpada de vapor de mercúrio. Diptychophora galvani é conhecido apenas na fase adulta. Assim como nos casos de todas as espécies de Diptychophora, nenhuma planta hospedeira é conhecida. A única informação disponível sobre o pabulum das lagartas da tribo Diptychophorini diz respeito a três espécies do gênero Glaucocharis na Nova Zelândia que se alimentam de musgos.

## Distribuição e habitat
O espécime de Diptychophora galvani descrito foi coletado no município brasileiro de Chapada dos Guimarães, em Mato Grosso, à altitude de 800 m; a série-tipo também inclui espécimes de Unaí, em Minas Gerais, encontrados à altitude de 700 m. O habitat da espécie é o Cerrado, uma importante ecorregião do Brasil localizada entre a Floresta Amazônica e a Mata Atlântica. A região é caracterizada por secas sazonais e é composta por savanas mais ou menos arborizadas, zonas úmidas e matas de galeria, em solos pobres e ácidos. Os espécimes conhecidos de Diptychophora galvani foram coletados ao longo de matas de galeria.

## Taxonomia

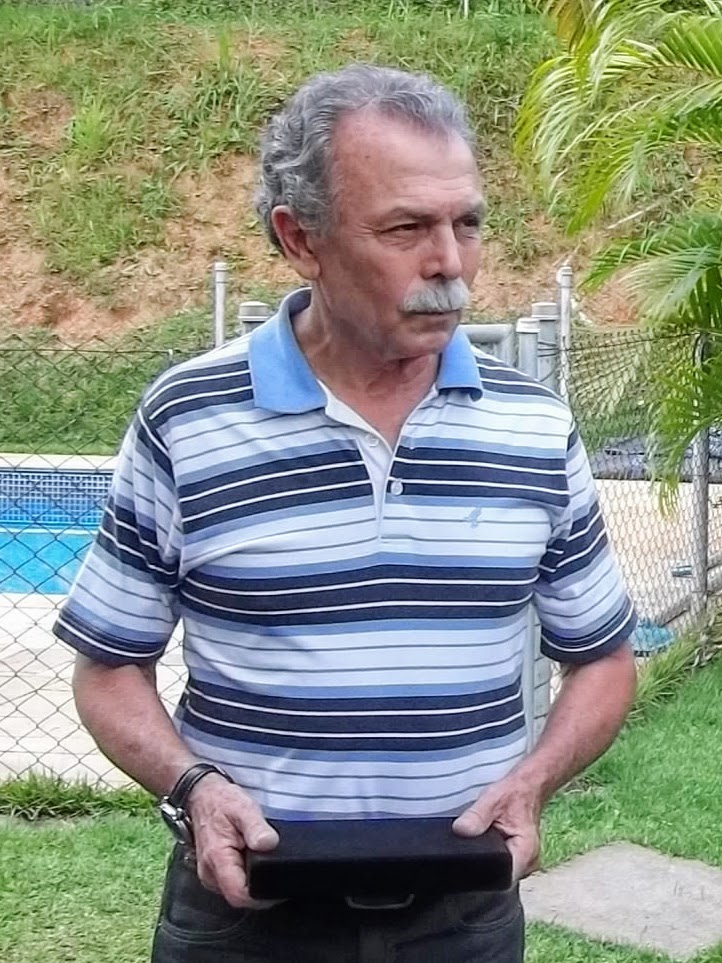
O físico brasileiro Ricardo Galvão, em 2015.

A espécie Diptychophora galvani foi descrita por Bernard Landry e Vitor O. Becker, em 2021, com base em espécimes coletados por Becker em 1982, 1983 e 1986. A série-tipo inclui duas fêmeas (incluindo o holótipo) e dois machos. As duas fêmeas e um macho estão depositados na coleção pessoal de Becker (coletando os números de eventos 106575, 49809 e 49079), e um macho (MHNG-ENTO-84604) da localidade do tipo está depositado no Museu de História Natural de Genebra, na Suíça. Duas outras espécies brasileiras de Diptychophora, D. planaltina e D. ardalia, foram descritas na mesma publicação.
O nome do gênero Diptychophora vem do grego antigo e significa "que tem duas dobras", possivelmente em referência às duas constrições nas extremidades da asa anterior, próximo ao ápice, característica identificada no diagnóstico da descrição original do gênero, pelo entomólogo alemão Philipp Christoph Zeller.
O epíteto da espécie galvani refere-se a Ricardo Galvão, físico e ex-diretor do Instituto Nacional de Pesquisas Espaciais (INPE). Galvão se opôs ao presidente do Brasil Jair Bolsonaro quando este alegou – em uma coletiva de imprensa internacional pública – que os dados de 2019 fornecidos pelo INPE, sobre o aumento substancial do desmatamento na floresta amazônica desde a eleição de Bolsonaro em 2018, eram falsos. Certo da veracidade e qualidade dos dados, como diretor do INPE, Galvão desafiou Bolsonaro a provar sua afirmação em discussão presencial. O desafio não foi aceito e Galvão foi demitido da diretoria do INPE. O físico recebeu então o apoio da comunidade científica; a revista Nature o colocou entre “as 10 pessoas relevantes para a ciência" em 2019, por sua defesa da ciência contra os ataques do governo brasileiro, e a Associação Americana para o Avanço da Ciência concedeu a ele seu Prêmio de Responsabilidade e Liberdade Científica de 2021. Os descritores de Diptychophora galvani dedicaram a espécie a Galvão por "sua coragem diante da adversidade profissional", e também porque as cores das asas anteriores da mariposa lembram os devastadores incêndios florestais amazônicos demonstrados pelos dados do INPE.

## Na cultura
Em fevereiro de 2022, Diptychophora galvani foi nomeada "espécie do ano 2022 da Swiss Systematics Society", entre 158 espécies descritas por taxonomistas residentes na Suíça em 2021.